# 李路 (导演)
李路，中国大陆导演、制片人、投资人。目前李路为中国制片委员会副秘书长、中国导演协会理事、江苏广播电视总台艺术总监、多家影视公司执行董事、多所大学终生教授。

## 生平
导演本科、长江商学院EMBA毕业。他曾投资拍摄过3,000余集電视剧作品，执导过多部作品获得中国大陆电视剧最高奖项“飞天奖”、“金鹰奖”及“五个一工程奖”。 他曾出任南京电影制片厂生产厂长、江苏电视台电视剧制作中心主任，创办江苏最大影视公司——江苏天地纵横影视文化公司。2010年导演制作了《老大的幸福》引起热议。